# パラド グレネードランチャー
wz.1974 パラド（ポーランド語: Granatnik wzór. 1974 Pallad）は、ポーランドが設計したアンダーバレル式擲弾発射器である。なお、パラドとはポーランド語でパラジウムを意味する単語である。

## 概要

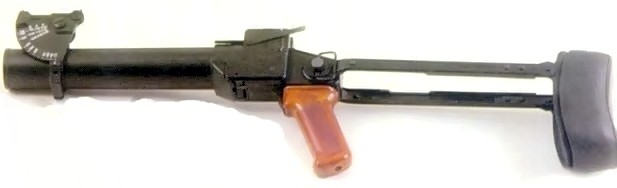
wz.83 パラド-D

wz.74 パラドは、ポーランド製AK-47にライフルグレネード運用能力を付与したKbkg wz. 1960の後継として1970年代に開発され、AKMおよびKbk wz. 1988 タンタル、Kbs wz. 1996 ベリルに装着して使用する。
引き金は後端部の尾栓部分左側上部に位置し、左手で押すことでグレネード弾を発射する。尾栓部分の右側に配置された大型のレバーを下に倒すと尾栓が下部ヒンジで下向きに開き、それと同時に空薬莢や未使用弾薬を排莢する。
1983年には単独使用を前提とした派生型のwz.83 パラド-D（Granatnik wzór. 1983 Pallad-D）が開発された。パラド-Dは、パラドにAKM用のピストルグリップと、AKMS用金属製下面折畳式銃床に反動吸収用ラバーパッドを取り付けた専用銃床を装着している。

## 弾薬
パラド用の弾薬である40x47mm弾は、NATO標準の40x46mm弾と同様に高低圧理論を利用した弾薬であるが相互の互換性はなく、ルーマニア製のAG-40もこの規格を使用する。
弾頭は、以下の3種類が存在する。
| 名前   | 種類            | 重量 | 全長    | 射程 | 備考             |
| ------ | --------------- | ---- | ------- | ---- | ---------------- |
| NGO-74 | 対人榴弾        | 255g | 102.7mm | 400m | 対人危害半径：5m |
| NGB-74 | Ballistic Round | 255g | 102.7mm | 400m |                  |
| NGC-74 | 訓練弾          | 255g | 102.7mm | 400m |                  |

（出典：Dezamet社公式サイト内部のカタログ）